# 阪神・淡路復興対策本部
阪神・淡路復興対策本部（はんしんあわじふっこうたいさくほんぶ、英語：Headquarters for Reconstruction of the Hanshin/Awaji Area）は、日本の廃止された官公庁の一つ。総理府の特別の機関であった。

## 概要
日本の総理府に設置された特別の機関のひとつであった。組織の長は阪神・淡路復興対策本部長であり、内閣総理大臣が就任することとされていた。1995年1月17日に発生した兵庫県南部地震が「阪神・淡路大震災」と呼称される大規模な災害を引き起こしたことから、迅速な復興を推進する目的に設立された。被災地の地方公共団体による復興事業に対する国の支援や、関係機関による復興施策についての総合調整などを所管した。
また、総理府の審議会等のひとつとして設置された「阪神・淡路復興委員会」からの提言を施策に取り入れるとともに、兵庫県・神戸市との協議会や神戸商工会議所との連絡会議を通じて被災地との情報交換を行うなど、復興に関係する他の機関との連携を図っていた。

## 機構
阪神・淡路復興対策本部の長である本部長には内閣総理大臣が充てられ、本部の事務を総括するとともに職員を指揮監督した。本部長の下に副本部長が置かれ、国務大臣をもって充てられた。なお、村山内閣では内閣官房長官と「阪神・淡路大震災の災害対策を政府一体となって推進するため行政各部の所管する事務の調整」を担当する国務大臣を副本部長に充てる運用が採られたが、村山改造内閣以降は内閣官房長官と国土庁長官を副本部長に充てる運用が採られた。本部員には、本部長と副本部長を除いた全ての国務大臣が充てられた。
阪神・淡路復興対策本部には事務局が設置され、その局務は事務局長により掌理された。事務局長には、国土事務次官が充てられた。事務局長の下に事務局次長が置かれ、国土庁審議官をもって充てられた。事務局には局員、調査員などが配された。局員には関係する中央省庁の職員が充てられ、調査員には兵庫県や神戸市など地方公共団体の職員や、関西経済連合会、大阪商工会議所、神戸商工会議所など経済団体の職員が充てられた。

## 沿革

兵庫県南部地震の震央と震源域

「沿革」では、兵庫県南部地震に対する国の対応について、阪神・淡路復興対策本部を中心に概略を説明する。なお、ここでの「初動対応期」は兵庫県南部地震発生直後、「復旧・復興対応初期」は概ね1995年から1999年まで、「本格復興期」は概ね2000年から2004年まで、を示している。 

### 初動対応期

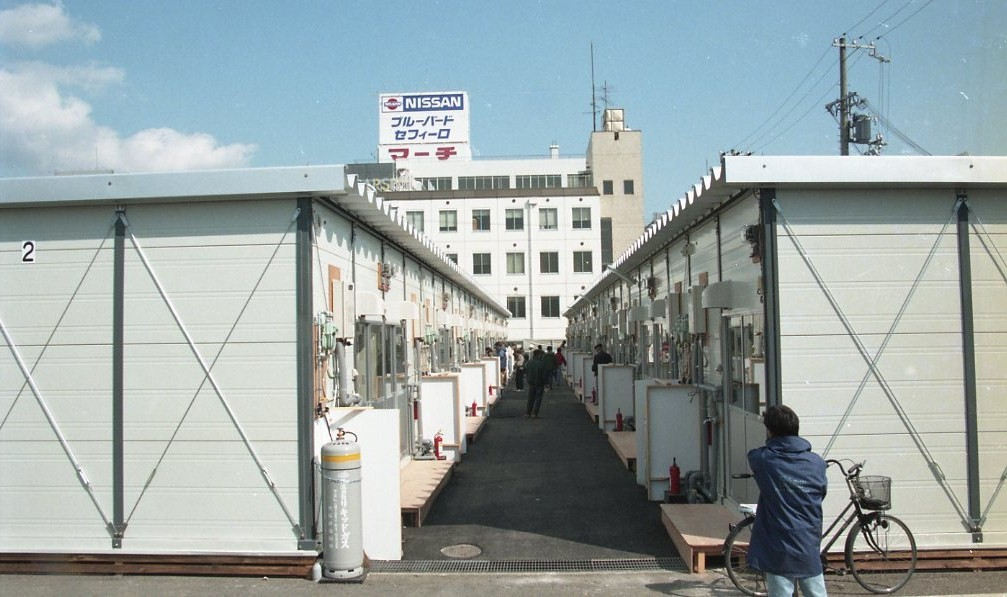
兵庫県神戸市に設置された仮設住宅

震災直後においては、初動対応を担う機関として「平成7年（1995年）兵庫県南部地震非常災害対策本部」や「兵庫県南部地震緊急対策本部」が置かれていた。兵庫県南部地震発生当日には、閣議決定に基づき国土庁長官小澤潔を長とする平成7年（1995年）兵庫県南部地震非常災害対策本部が発足し、被災者の早期救出や火災の早期消火などの応急対策が展開された。また、地震発生翌々日には、閣議決定に基づき内閣総理大臣村山富市を長とする兵庫県南部地震緊急対策本部が設置され、内閣としての総合的な緊急対策が一体的に講じられることとなった。地震発生3日後には「阪神・淡路大震災の災害対策を政府一体となって推進するため行政各部の所管する事務の調整」を担当する国務大臣に小里貞利が任命され、国土庁長官の小澤潔に代わって平成7年（1995年）兵庫県南部地震非常災害対策本部の本部長に就任した。また、小里の下に大臣特命室が設けられ、被災した中小企業への支援、応急仮設住宅の建設など特定課題への対策を担当した。

### 復旧・復興対応初期

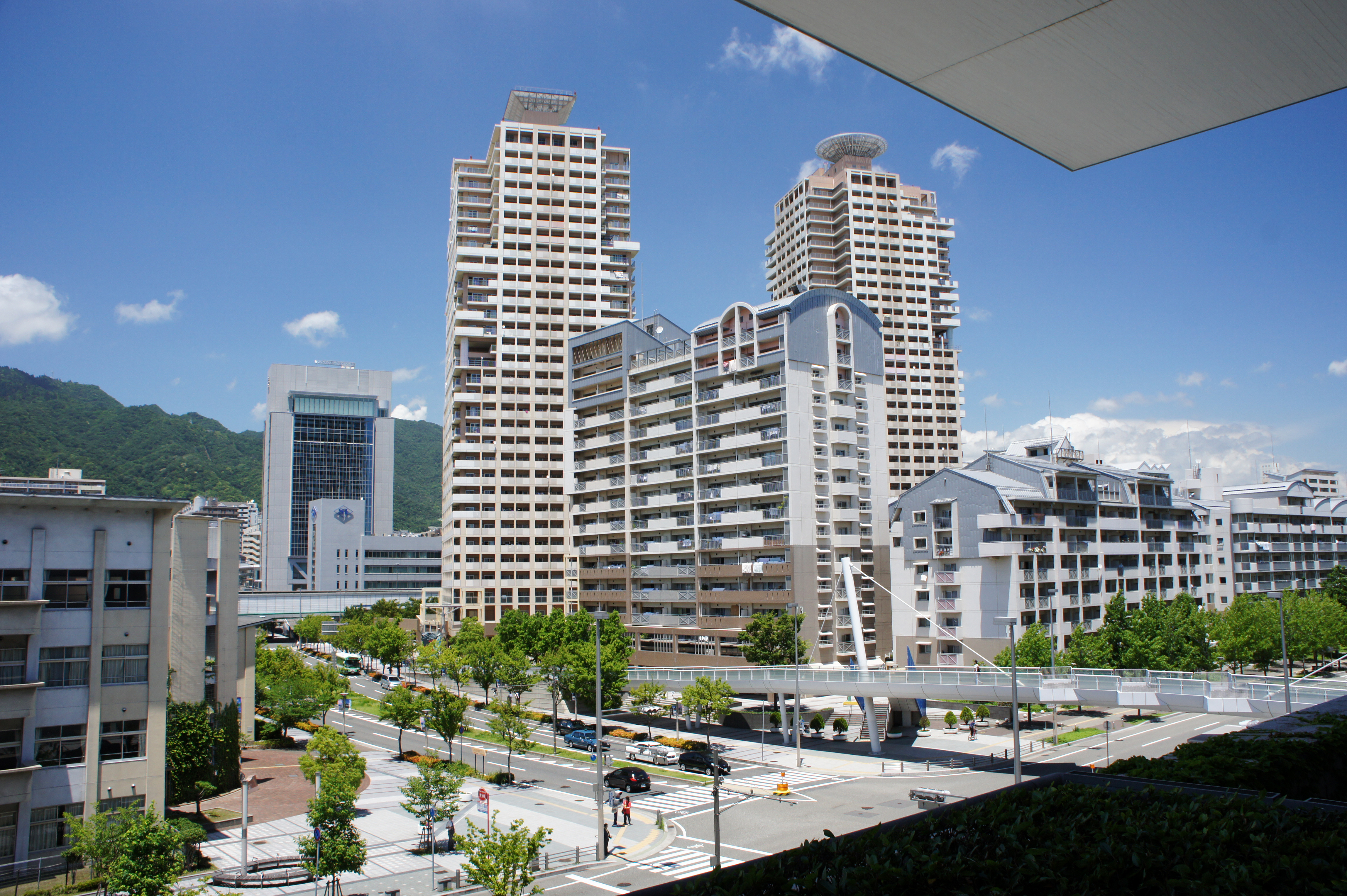
災害復興公営住宅として使用されたHAT神戸一帯

その後、震災から1か月が経過したことから、初動対応ではなく復旧・復興対応を担う機関として阪神・淡路復興対策本部が発足することとなった。設立根拠となった「阪神・淡路大震災復興の基本方針及び組織に関する法律」の施行にともない、1995年2月24日に設置された。初代本部長には内閣総理大臣の村山富市が就き、副本部長には内閣官房長官の五十嵐広三と「阪神・淡路大震災の災害対策を政府一体となって推進するため行政各部の所管する事務の調整」を担当する国務大臣の小里貞利が就いた。また、本部長決定に基づき、国土事務次官経験者の的場順三が参与に就くこととなった。第1回本部会議では、村山から総理府阪神・淡路復興委員会の議論を踏まえ内閣として施策を取り纏めるとの方針が示されるとともに、小里から「これまで応急・緊急対策を積極的に講じてきたが、今後はこれに加えて、本格的復興に向けての施策に取り組んでいくことが必要」との考えが示され、内閣の総力を挙げ本格的な復興に取り組むことが確認された。本部会議において、村山は「阪神・淡路大震災への対応は、現下の最重要課題」と位置づけ、「本格的復興に向けての対策を本部事務局を中心として、政府一丸となって推進していきたい」として復興対策を重視する方針を打ち出した。
村山政権以降の政権においても、復興対策を重視する方針は引き継がれている。村山政権と同じく自社さ連立政権として発足した橋本政権下においても、本部会議の席上、本部長の橋本龍太郎が「阪神・淡路大震災への対応は、現内閣においても、前内閣同様、現下の最重要課題」と述べている。また、自由民主党単独政権として発足した小渕政権下の本部会議でも、本部長の小渕恵三が「各閣僚におかれては、引き続き、阪神・淡路地域の復興に向けて最大限の御尽力をいただきたい」と指示するなど、復興対策を重視する考えを示した。

### 本格復興期
阪神・淡路大震災復興の基本方針及び組織に関する法律は5年間の時限立法であり、阪神・淡路復興対策本部は設置期間が最長5年と定められた時限的な機関であった。そのため、阪神・淡路復興対策本部は2000年2月23日に廃止され、その業務は同年2月22日に設置された「阪神・淡路大震災復興関係省庁連絡会議」に引き継がれた。

## 特徴

### 地方を主体とした復興の推進
阪神・淡路復興対策本部による復興対応の特徴として、被災地中心であることが挙げられる。阪神・淡路復興対策本部は、被災地の地方公共団体が策定する復興計画を最大限支援することを謳った「阪神・淡路地域の復興に向けての取組方針」を発表した。それによって、復興施策の取り纏めにあたっては、被災地の地方公共団体が中心となって策定し、阪神・淡路復興対策本部など国がそれを支援することとなった。
かつて1923年の大正関東地震により「関東大震災」が引き起こされた際には、その復興にあたって帝都復興院が設置され、内閣主導の下で復興対応が行われた。そのため、兵庫県南部地震からの復興に際しても同様のスキームがいったんは検討されたが、地方分権や行政改革の見地からそのような手法は採らないことになった。その結果、総理府阪神・淡路復興委員会の提言に基づいて、被災地の地方公共団体が具体的な復興施策を立案し、それを阪神・淡路復興対策本部など国が支援する、というスキームが採用されることになった。これらのスキームは、被災地のニーズに即した対応を取ることが容易であると評されており、地方分権の観点からも評価されている。

### 被災地との情報連携の推進
阪神・淡路復興対策本部による復興対応の特徴として、被災地と国との情報連携に配慮したことが挙げられる。阪神・淡路復興対策本部事務局の調査員には、被災地の経済団体や地方公共団体の職員が充てられた。さらに、阪神・淡路復興対策本部などに提言を行う総理府阪神・淡路復興委員会には、兵庫県知事や神戸市長が参画していたことから、被災地の地方公共団体の意見を汲み取りやすい環境が整えられていた。阪神・淡路復興委員会の廃止後は、阪神・淡路復興対策本部が兵庫県・神戸市との協議会や神戸商工会議所との連絡会議を通じて、被災地との情報連携を図った。これらの情報連携により、国と地方公共団体とのコミュニケーションが促進され、スムーズな対応が可能になったと評されている。

## 歴代本部長
| 代                       | 氏名                     | 氏名                     | 内閣                     | 内閣                     | 就任日                   | 退任日                   | 党派                     | 備考                     |
| 阪神・淡路復興対策本部長 | 阪神・淡路復興対策本部長 | 阪神・淡路復興対策本部長 | 阪神・淡路復興対策本部長 | 阪神・淡路復興対策本部長 | 阪神・淡路復興対策本部長 | 阪神・淡路復興対策本部長 | 阪神・淡路復興対策本部長 | 阪神・淡路復興対策本部長 |
| ------------------------ | ------------------------ | ------------------------ | ------------------------ | ------------------------ | ------------------------ | ------------------------ | ------------------------ | ------------------------ |
| 1                        |                          | 村山富市                 | 村山内閣                 | 村山内閣                 | 1995年2月24日            | 1996年1月11日            | 日本社会党               |                          |
| 1                        |                          | 村山富市                 | 改造内閣                 | 日本社会党               | 1995年2月24日            | 1996年1月11日            | 留任                     |                          |
| 2                        |                          | 橋本龍太郎               | 第1次橋本内閣            | 第1次橋本内閣            | 1996年1月11日            | 1996年11月7日            | 自由民主党               |                          |
| 3                        | 第2次橋本内閣            | 第2次橋本内閣            | 1996年11月7日            | 1998年7月30日            | 自由民主党               | 再任                     |                          |                          |
| 3                        |                          | 橋本龍太郎               | 1996年11月7日            | 1998年7月30日            | 改造内閣                 | 自由民主党               | 留任                     |                          |
| 4                        |                          | 小渕恵三                 | 小渕内閣                 | 小渕内閣                 | 1998年7月30日            | 2000年2月23日            | 自由民主党               |                          |
| 4                        |                          | 小渕恵三                 | 第1次改造内閣            | 自由民主党               | 1998年7月30日            | 2000年2月23日            | 留任                     |                          |
| 4                        |                          | 小渕恵三                 | 第2次改造内閣            | 自由民主党               | 1998年7月30日            | 2000年2月23日            | 留任                     |                          |

- 辞令のある再任は就任日を記載し、辞令のない留任は就任日を記載しない。
- 党派の欄は、就任時、および、内閣発足時の所属政党を記載した。

## 歴代副本部長
| 内閣                       | 内閣                       | 氏名                       | 就任日                     | 退任日                     | 党派                       | 氏名                       | 就任日                     | 退任日                     | 党派                       | 備考                       |
| 阪神・淡路復興対策副本部長 | 阪神・淡路復興対策副本部長 | 阪神・淡路復興対策副本部長 | 阪神・淡路復興対策副本部長 | 阪神・淡路復興対策副本部長 | 阪神・淡路復興対策副本部長 | 阪神・淡路復興対策副本部長 | 阪神・淡路復興対策副本部長 | 阪神・淡路復興対策副本部長 | 阪神・淡路復興対策副本部長 | 阪神・淡路復興対策副本部長 |
| -------------------------- | -------------------------- | -------------------------- | -------------------------- | -------------------------- | -------------------------- | -------------------------- | -------------------------- | -------------------------- | -------------------------- | -------------------------- |
| 村山内閣                   | 村山内閣                   | 五十嵐広三                 | 1995年2月24日              | 1995年8月8日               | 日本社会党                 | 小里貞利                   | 1995年2月24日              | 1995年8月8日               | 自由民主党                 |                            |
|                            | 改造内閣                   | 野坂浩賢                   | 1995年8月8日               | 1996年1月11日              | 日本社会党                 | 池端清一                   | 1995年8月8日               | 1996年1月11日              | 日本社会党                 |                            |
| 第1次橋本内閣              | 第1次橋本内閣              | 梶山静六                   | 1996年1月11日              | 1996年11月7日              | 自由民主党                 | 鈴木和美                   | 1996年1月11日              | 1996年11月7日              | 日本社会党                 |                            |
| 第2次橋本内閣              | 第2次橋本内閣              | 梶山静六                   | 1996年11月7日              | 1997年9月11日              | 自由民主党                 | 伊藤公介                   | 1996年11月7日              | 1997年9月11日              | 自由民主党                 | 梶山は再任                 |
|                            | 改造内閣                   | 村岡兼造                   | 1997年9月11日              | 1998年7月30日              | 自由民主党                 | 亀井久興                   | 1997年9月11日              | 1998年7月30日              | 自由民主党                 |                            |
| 小渕内閣                   | 小渕内閣                   | 野中広務                   | 1998年7月30日              | 1999年10月5日              | 自由民主党                 | 柳澤伯夫                   | 1998年7月30日              | 1998年10月23日             | 自由民主党                 | 柳澤のみ退任               |
| 小渕内閣                   | 小渕内閣                   | 野中広務                   | 1998年7月30日              | 1999年10月5日              | 自由民主党                 | 井上吉夫                   | 1998年10月23日             | 1999年1月14日              | 自由民主党                 |                            |
|                            | 第1次改造内閣              | 野中広務                   | 1998年7月30日              | 1999年10月5日              | 自由民主党                 | 関谷勝嗣                   | 1999年1月14日              | 1999年10月5日              | 自由民主党                 | 野中は留任                 |
|                            | 第2次改造内閣              | 青木幹雄                   | 1999年10月5日              | 2000年2月23日              | 自由民主党                 | 中山正暉                   | 1999年10月5日              | 2000年2月23日              | 自由民主党                 |                            |

- 辞令のある再任は就任日を記載し、辞令のない留任は就任日を記載しない。
- 党派の欄は、就任時、および、内閣発足時の所属政党を記載した。

## 在籍した人物
国務大臣以外の在籍した人物を五十音順で記載する。括弧内は在籍当時の代表的な役職、ハイフン以降はその他の代表的な役職を示す。
- 近藤茂夫（事務局長） - フィンランド駐箚特命全権大使
- 竹内克伸（事務局長） - 国土事務次官
- 田中正昭（主任局員） - 総務省大臣官房審議官
- 深澤良信（上席局員） - 国際連合人間居住計画上級人間居住専門官
- 藤原和人（事務局長） - 国土事務次官
- 的場順三（参与） - 内閣官房副長官
- 三井康壽（事務局長） - 国土事務次官

## 著作

### 編纂
- 総理府阪神・淡路復興対策本部事務局編『阪神・淡路大震災復興誌』大蔵省印刷局、2000年。ISBN 4173551002

### 寄稿
- 阪神・淡路復興対策本部事務局稿「阪神・淡路復興委員会のあらまし」総理府編集『時の動き』39巻8号、大蔵省印刷局、1995年5月、16-18頁。ISSN 0912-800X
- 総理府阪神・淡路復興対策本部事務局稿「阪神・淡路大震災被災地域の復興関連施策」『住まいとまち』62号、不動産流通近代化センター「住まいとまち」編集室、1995年6月、6-11頁。ISSN 1343-5833
- 阪神・淡路復興対策本部事務局稿「阪神・淡路大震災――その後の取組」総理府編集『時の動き』39巻12号、大蔵省印刷局、1995年9月、19-28頁。ISSN 0912-800X

### その他の資料等
- 『阪神・淡路地域復興国際フォーラム会議記録集』総理府阪神・淡路復興対策本部、1995年。
- 『阪神・淡路復興委員会報告』総理府阪神・淡路復興対策本部、1995年。
- 『阪神・淡路復興委員会関係資料集』総理府阪神・淡路復興対策本部事務局、1996年。

## 註釈
1. 1 2 3 4 5 6 7 8 9 10 11 12 13 14 15 16 17 18 19 20 21 22  阪神・淡路復興対策本部廃止直前のデータ。